# Ève (Oratorium)
Ève ist ein Oratorium (Originalbezeichnung: „Mystère“) in drei Teilen von Jules Massenet (Musik) mit einem Libretto von Louis Gallet. Es wurde am 18. März 1875 im Cirque d’été in Paris uraufgeführt.

## Handlung
Die kursiv gekennzeichneten Abschnitte stammen aus der deutschen Textfassung von Ferdinand Gumbert.

### Erster Teil
Die Erschaffung des Weibes
Heiterkeit der Natur umgibt den schlummernden Menschen. Ein reines Licht ergießt sich über die Schöpfung, und aus der noch dampfenden Erde steigen leichte, von der Sonne vergoldete Dünste zum Horizont empor. Unter lauem Winde bewegen sich zugleich die Pflanzen und die Wellen des Meeres.
Nach dem Orchestervorspiel beschreiben himmlische Stimmen das Erscheinen der ersten Frau Ève (Chor: „L’homme sommeille sous les palmes“).
Adam und Eva
Adam erwacht aus seinem Schlaf und erkennt, dass er nicht mehr alleine ist (Duett: „Homme tu n’es plus seul!“). Schon beim ersten Anblick ist das Paar fasziniert voneinander. Der Erzähler weist darauf hin, dass die beiden das Leben und seine Leiden noch nicht kennen. Auch die Natur selbst betrachtet das Glück des Paares mit Wohlwollen (Chor: „Au premier sourire d’Ève“).

### Zweiter Teil
Eva in der Einsamkeit – Die Versuchung
Ausgestirnter Himmel. Milde Sommernacht, berauschend und duftig. In der Einsamkeit des Waldes geht Eva träumerisch, fern von dem Manne. Seufzend und bezaubert hört sie die Stimmen der Nacht, welche sie unbestimmt umschweben.
Nachtgeister führen Ève zum Baum der Erkenntnis (Chor: „Femme qui viens écouter le silence“). Sie genießt das noch nie erlebte Gefühl (Arie: „O nuit! douce nuit“) und möchte mehr über das Geheimnis ihrer Existenz erfahren. Stimmen der Hölle versichern ihr, dass die Liebe der Schlüssel sei, durch den sie „alle Macht auf Erden“ erhalten könne (Chor: „Loin de l’homme endormi“). Außer sich vor Verlangen flieht Ève in die Finsternis.

### Dritter Teil
Der Fall
Nach einem Orchestervorspiel schildert der Sprecher, dass Ève die Sinnlosigkeit ihrer Wünsche nicht erkennt und der Versuchung erliegt (Arie: „Femme! tu n’as point versé de larmes“). Geister der Hölle ermutigen das Paar, sich der Liebe hinzugeben („Aimons-nous! c’est vivre!“). Als Ève ihn zum „heißen Liebeskuss“ auffordert, zögert Adam zunächst verwirrt, gibt sich ihr dann aber in „süßer Ekstase“ hin.
Der Fluch
Der Erzähler berichtet, wie eine mächtige Stimme vom Himmel erschallt und die ganze Schöpfung den Fluch vernimmt. Stimmen der Natur erklären dem Paar die schlimmen Folgen ihrer Liebeslust (Chor: „Pour avoir écouté les esprits de l’abime“). Adam und Ève nehmen die Strafe an. Sie bitten Gott nur, ihnen weiterhin die Wonnen der Liebe zu lassen.

## Gestaltung
Massenets Ève ist kein typisches Oratorium, sondern besitzt auch Züge einer kurzen Oper. Massenet scheint darin von Gounods kurz zuvor fertiggestellter (aber erst 1878 uraufgeführter) Oper Polyeucte beeinflusst worden zu sein. Das Werk kann zudem als französisches Gegenstück zu Haydns Oratorium Die Schöpfung angesehen werden. Anders als bei Haydns Oratorien liegt der Schwerpunkt nicht auf der Verbreitung von Idealen der Aufklärung, sondern auf der Darstellung von Stimmungen. Die biblischen Ereignisse dienen hauptsächlich als Hintergrund für die erotisch aufgeladene Begegnung der ersten Menschen.:32 Ein Chor höllischer Geister ersetzt hier die in der Genesis erwähnte Schlange. Die Frucht des Baumes der Erkenntnis ist nicht ein Apfel, sondern die Liebe. Die Werkbezeichnung „Mystère“ verweist auf die Tradition der mittelalterlichen Mysterienspiele. Formal knüpft Ève an die barocken „Dialoge“ an.
Der Titelfigur sind besonders kunstvolle Melodien und Klänge zugewiesen.:32 Ein musikalischer Höhepunkt ist das beinahe impressionistisch harmonisierte erste Duett des Paares. Im Schlussstück verarbeitet Massenet das Thema des Dies irae auf vielfältige Weise. Auch wenn es das Werk qualitativ nicht mit Massenets Meisterwerken aufnehmen könne, biete es dem Massenet-Biografen Demar Irvine zufolge einige „interessante koloristische Passagen und Momente von Frische und liebenswerter Anmut“ („Though admittedly lacking the qualities of Massenet’s best, Ève has its interesting coloristic passages and moments of freshness and amiable charm.“):85

### Orchester
Die Orchesterbesetzung des Oratoriums enthält die folgenden Instrumente:
- Holzbläser: zwei Flöten (2. auch Piccolo), zwei Oboen, zwei Klarinetten, zwei Fagotte
- Blechbläser: vier Hörner, zwei Trompeten, drei Posaunen, Tuba
- Pauken
- Harfe
- Streicher
- Bühnenmusik: zwei Trompeten, zwei Posaunen, Tuba, Pauken, Schlagzeug (Tamtam, große Trommel)

### Musiknummern
Der Klavierauszug des Oratoriums enthält die nachfolgenden Musiknummern (deutsche Übersetzungen nach der Textfassung von Ferdinand Gumbert):
Erster Teil
- 1. „La Naissance de la femme“ – „Die Erschaffung des Weibes“
  - A. Prolog, Einleitung und Chor (Stimmen des Himmels): „L’homme sommeille sous les palmes“ – „Der Mensch liegt im Schlummer unter Palmen“
- 2. „Adam et Ève“ – „Adam und Eva“
  - A. Präludium, Szene und Duett (Ève, Adam): „Homme tu n’es plus seul!“ – „Mensch, du bist nicht mehr allein!“
  - B. Rezitativ (Erzähler): „Ignorants de la vie“ – „Nicht versteh’n sie das Leben“
  - C. Chor (Stimmen der Natur): „Au premier sourire d’Ève“ – „Da, bei Eva’s erstem Lächeln“

Zweiter Teil
- 3. „Ève dans la Solitude“ – „Eva in der Einsamkeit“ (Die Versuchung)
  - A. Chor-Präludium (Stimmen der Nacht): „Femme qui viens écouter le silence“ – „Weib, das sich naht in verschwiegener Stille“
  - B. Arie (Ève): „O nuit! douce nuit“ – „O süsse Nacht!“
  - C. Szene und Chor (Stimmen der Hölle): „Loin de l’homme endormi“ – „Fern dem schlummernden Manne“

Dritter Teil
- 4. „La Faute“ – „Der Fall“
  - A. Präludium
  - B. Arie (Erzähler) „Femme! tu n’as point versé de larmes“ – „Weib! Fremd noch blieben dir die Thränen“
  - C. Duett (Ève, Adam, Geister der Hölle): „Aimons-nous! c’est vivre!“ – „Liebet euch! liebet euch!“
- 5. „La Malédiction“ – „Der Fluch“
  - A. Rezitativ (Erzähler): „Mais soudain, au milieu des extases“ – „Doch plötzlich, in dem Wonnerausch der Erde“
  - B. Chor (Stimmen der Natur): „Pour avoir écouté les esprits de l’abime“ – „Da Gehör ihr geschenkt nur den Geistern der Hölle“

## Werkgeschichte
Nach dem großen Erfolg seines Oratoriums Marie-Magdeleine legte Massenet die bereits begonnene Konzeption seiner Oper Le roi de Lahore beiseite, um der von ihm selbst eingeführten Mode gemäß zunächst ein weiteres Oratorium zu komponieren. Louis Gallet, der Librettist des Vorgängerwerkes, lieferte ihm schnell einen geeigneten Text über den Sündenfall von Adam und Eva. Dieses Thema war nach den wenige Jahre zuvor erschienenen Werken Charles Darwins von besonderem Interesse.:32 Die Komposition entstand im Jahr 1874.:151
Die Uraufführung fand am 18. März 1875 im Cirque d’été in Paris statt. Dies war keine Kirche, sondern eine rein weltliche Spielstätte mit 6000 Plätzen,:32 in der auch Zirkusveranstaltungen stattfanden. Es handelte sich um ein Konzert der wenige Jahre zuvor von Charles Lamoureux gegründeten Société de l’Harmonie Sacrée. Lamoureux hatte auch die musikalische Leitung. Die Sänger waren Mme. Brunet-Lafleur (Ève), Jean Lassalle (Adam) und M. Prunet (Erzähler).:84
In seinen Lebenserinnerungen Mes souvenirs berichtet Massenet über die Begleitumstände der Uraufführung: Um die Premieren-Aufregung zu vermeiden, habe er in einem nahegelegenen Café auf das Ende der Vorstellung gewartet. In jeder Pause habe ihm sein Freund, der Flötist Paul Taffanel, über den guten Fortgang der Aufführung berichtet. Nach dem letzten Teil habe er ihm mitgeteilt, dass alles gut abgelaufen und das Publikum gegangen sei. Massenet möge jetzt kommen, um Lamoureux zu danken. Dies sei jedoch eine List gewesen, denn direkt nach seiner Ankunft sei er von seinen Freunden auf die Bühne gezerrt worden. Das Publikum sei noch im Saal gewesen, habe applaudiert und mit Hüten und Taschentüchern gewunken. Er habe daraufhin wütend den Saal verlassen. An der letzten Tür des Konzertsaals habe ihn eine Bedienstete abgefangen, um ihn vom Tod seiner Mutter zu informieren. Da diese jedoch erst sechs Tage später starb, handelt es sich bei dem Bericht offenbar um eine „theatralische Selbstinszenierung“ Massenets.:33
Massenets zweites Oratorium wurde von der Kritik als weniger hoch inspiriert eingeschätzt als sein Vorgängerwerk Marie-Magdeleine. Besonders kritisiert wurde die sinnliche Behandlung des Sujets. Gelobt wurde jedoch seine Instrumentationskunst. Auch dem Publikum gefiel das Werk. Die Folgevorstellungen waren ausverkauft.:85
Am 19. und 21. April 1878 (Karfreitag und Ostersonntag), wenige Tage vor Eröffnung der Pariser Weltausstellung, wurde bei den Concerts du Conservatoire der erste Teil des Oratoriums zusammen mit Werken anderer Komponisten aufgeführt. Auch hier sangen Brunet-Lafleur und Lassalle.:101 Am 11. April 1879 (Karfreitag) wurde es im Théâtre du Châtelet gespielt.:111 Zehn Jahre nach der Uraufführung, am 26. April 1885, gab es eine weitere Aufführung im Cirque d’été.:144
Das Oratorium wird in jüngerer Zeit nur selten gespielt. Am 18. Mai 2018 gab es eine Aufführung im Rahmen des Klangvokal Musikfestivals in der Dortmunder Reinoldikirche mit Eleonore Marguerre in der Titelrolle, Thomas Laske als Adam und dem kurzfristig eingesprungenen Thomas Blondelle als Erzähler. Granville Walker leitete die Dortmunder Philharmoniker und den Philharmonischen Chor des Dortmunder Musikvereins.

## Aufnahmen
- Datum unbekannt – Jean-Pierre Loré (Dirigent), Orchestre Francais d’Oratorio, Ensemble Vocal Loré, Ensemble Vocal Roger; Les Petits Chanteurs de Sainte Croix de Neuilly.
 Michèle Command (Ève), Hervé Lamy (Adam), Jean-Philippe Courtis (Erzähler).
 Studio-Aufnahme.
 EROL 94002-4 (3 CDs).[8]:9405
- Juli 1998 – Jean-Pierre Faber (Dirigent), Euregio Symphonie Orchester, Drei Nationen Chor.
 Susanne Geb (Ève), Armin Kolarczyk (Adam), Angelo Simon (Erzähler).
 Live, konzertant aus Passau(?) oder Zlatá Koruna(?).
 Arte Nova.[8]:9406
- 2008 – Daniele Agiman (Dirigent), Ab Harmoniae Orchestra.
 Denia Mazzola Gavazzeni (Ève), Massimilano Fichera (Adam), Giuseppe Veneziano (Erzähler).
 Bongiovanni 2008.[9]